# Carl Friedrich Günther Ruprecht

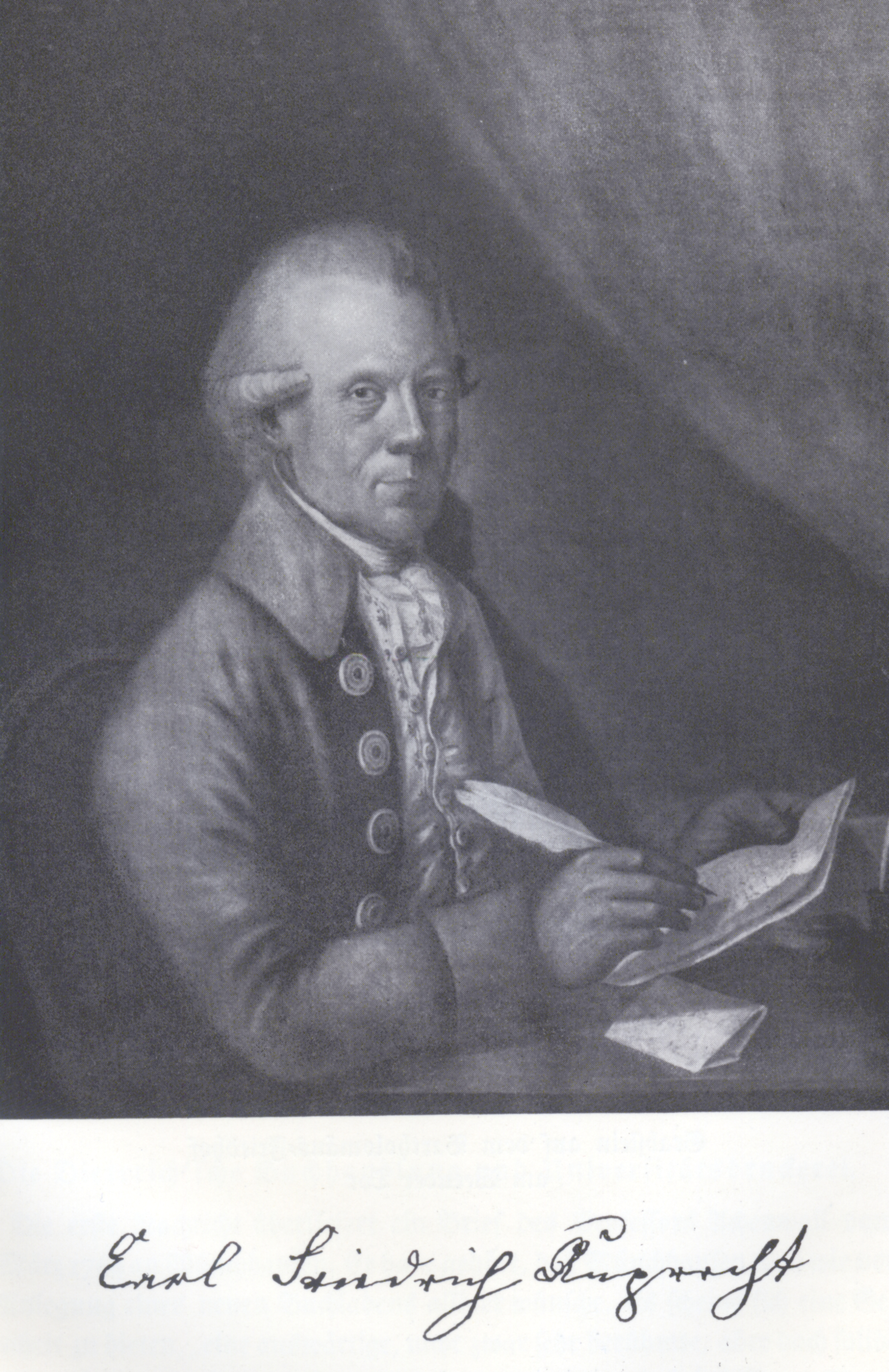
Carl Friedrich Günther Ruprecht

Carl Friedrich Günther Ruprecht (* 6. Januar 1730 in Schleusingen; † 17. Mai 1816 in Göttingen) war ein deutscher Verleger.

## Leben
Ruprecht war der Sohn des Regierungs-Advokaten und Forstschreibers Johann Daniel Ruprecht († 1736). Carl Friedrich besuchte das Gymnasium in Schleusingen und begann 1748 eine Lehre im Verlag von Abraham Vandenhoeck in Göttingen. Nach dem Tod Vandenhoecks 1750 gelangte Ruprecht offenbar recht schnell in eine führende Stellung im Verlag und stand der Witwe Anna Vandenhoeck hilfreich zur Seite. Nach dem Tod Annas 1787 ging der Verlag an Ruprecht über, der den Verlagsnamen nun in Vandenhoeck & Ruprecht änderte. Im selben Jahr heiratete Ruprecht die Tochter des Weimarer Gymnasialdirektors Johann Michael Heintze. Die Trauung vollzog der Freund Heintzes, Johann Gottfried Herder. Aus der Ehe gingen die Tochter Marianne (* 1788) und der Sohn Carl August Adolf (1791–1861) hervor. Ruprechts Frau starb im Jahr 1800. Die Tochter Marianne heiratete Justus Friedrich Danckwerts, der in den Verlag aufgenommen wurde. 1816 starb Ruprecht, der Verlag wurde nun von seinem Sohn Carl August Adolf Ruprecht und seinem Schwiegersohn Justus Friedrich Danckwerts weitergeführt.